# Свобода, Йозеф
Йозеф Свобода (чеш. Josef Svoboda; 10 апреля 1920, Часлав — 8 апреля 2002, Прага) — чехословацкий и чешский сценограф, изобретатель. Педагог, профессор. Главный художник Национального театра в Праге, народный артист ЧССР (1968), лауреат Государственной премии ЧССР (1954).

## Биография
В 1940 г. окончил ремесленную столярную школу в Праге. С 1945 обучался в Пражской консерватории, позже до 1951 года изучал архитектуру в Высшей школе прикладного искусства Праги.
В 1946—1948 гг. возглавлял постановочную часть «Большой оперы 5 мая», с 1948 был художником, заведующим постановочной частью и заведующим изобразительно-технической частью пражского Национального театра.
В 1954—1957 гг. — преподаватель Академии изобразительных искусств (Прага). В 1968—1989 — заведующий студией архитектуры, профессор Высшей школы прикладного искусства Праги.
С 1973 возглавлял театр «Латерна магика».

## Творчество
В 1958 занимался подготовкой чехословацкого павильона на Всемирной выставке ЭКСПО-58 в Брюсселе, где впервые применил полиэкран.
С 1958 часто гастролировал за рубежом. Занимался постановкой сценографии спектаклей в театре La Fenice (Венеция), в Метрополитен-опера (Нью-Йорк), Джон Кеннеди-центре (Вашингтон), Национальном театре Словении (Любляна) , Гранд-Опера (Париж), Байрёйтском фестивале (Германия), Большом театре (Женева), в Лондоне, Баварской государственной опере (Мюнхен), Немецкой опере (Берлин) и др.
Участвовал в подготовке к ЭКСПО-67 в Монреале и ЭКСПО-70 в Осака .
Йозеф Свобода принимал участие в создании более чем 700 спектаклей в театрах по всему миру.
Йозеф Свобода — изобретатель новых сценографических методов, применял новейшие изобретения электроники, оптики, кинетики, одним из первых начал использовать в театральных постановках лазер, голографию, полиэкран и новые типы освещения.
Он воспринимал сценографию как активный, динамический компонент, равноправно участвующий в спектакле и создании его идеи. Й. Свобода сотрудничал с целым рядом крупнейших театральных режиссёров мира. Одним из первых был Г. А. Товстоногов, ставивший в 1957 г. в пражском Национальном театре «Оптимистическую трагедию». В Чехии он был партнером Альфреда Радока или Отомара Крейчи. С братьями Эмилем и Альфредом Радоками он разработал систему полиэкрана для первой программы театра «Латерна магика».
Йозеф Свобода принимал участие в создании театра «Дивадло за браноу».

## Избранные награды
- Государственная премия ЧССР (1954)
- Гран-при за театр «Латерна магика» на Всемирной выставке в Брюсселе (1958),
- Гран-при за лучшую зарубежную сценографию на Биеннале в Сан-Пауло
- Орден Труда (1963),
- народный умелец (артист) ЧССР (1968),
- степень почётного доктора Королевского колледжа искусств в Лондоне (1969),
- международная театральная премия International Theatre Award, Нью-Йорк, США (1976),
- степень почётного доктора Denison University Columbia, США (1977),
- Орден Искусств и литературы Франция (1977),
- степень почётного доктора Western Michigan University, США (1984),
- золотая медаль за вклад в театральное искусство на Пражской квадриеннале (1987),
- звание The Royal Industry Designer, Лондон (1989),
- Орден Почётного легиона (1993),
- премия Golden Pen Award Института театральных технологий США (U.S. Institute for Theatre Technology) (1995),
- степень почётного доктора Института прикладного искусства в Праге.
- степень почётного доктора Лёвенского католического университета (2001).